# John Cassell
Pour les articles homonymes, voir Cassell.
John Cassell (23 janvier 1817 – 2 avril 1865) est un négociant de thé et de café anglais. Chrétien fervent, son activité au sein des ligues de vertu et ses tracts l'ont amené à devenir éditeur : il est ainsi le fondateur de la maison d'édition Cassell & Co., célèbre pour ses livres scolaires et son rôle pionnier dans la publication des œuvres romanesques en roman-feuilleton. En tant que penseur social, il sut reconnaitre l'importance de l'éducation dans l'élévation du niveau de vie de la classe ouvrière.

## Biographie

### Années de jeunesse
John Cassell est le fils du tenancier d'un pub de Manchester, Mark Cassell, devenu infirme à la suite d'une chute alors que John n'avait que 10 ans. Trois ans plus tard, sa mère, devant seule faire face aux charges du foyer, exerçait une activité de rembourrage de fauteuils et de chaises, et laissait ses enfants livrés à eux-mêmes : John dut ainsi travailler très jeune dans une manufacture textile  produisant du velours. En quête d'un travail plus qualifié et moins monotone, il attira l'attention d'un charpentier par son habileté manuelle et obtint d'entrer chez lui en apprentissage.

### Les ligues de vertu

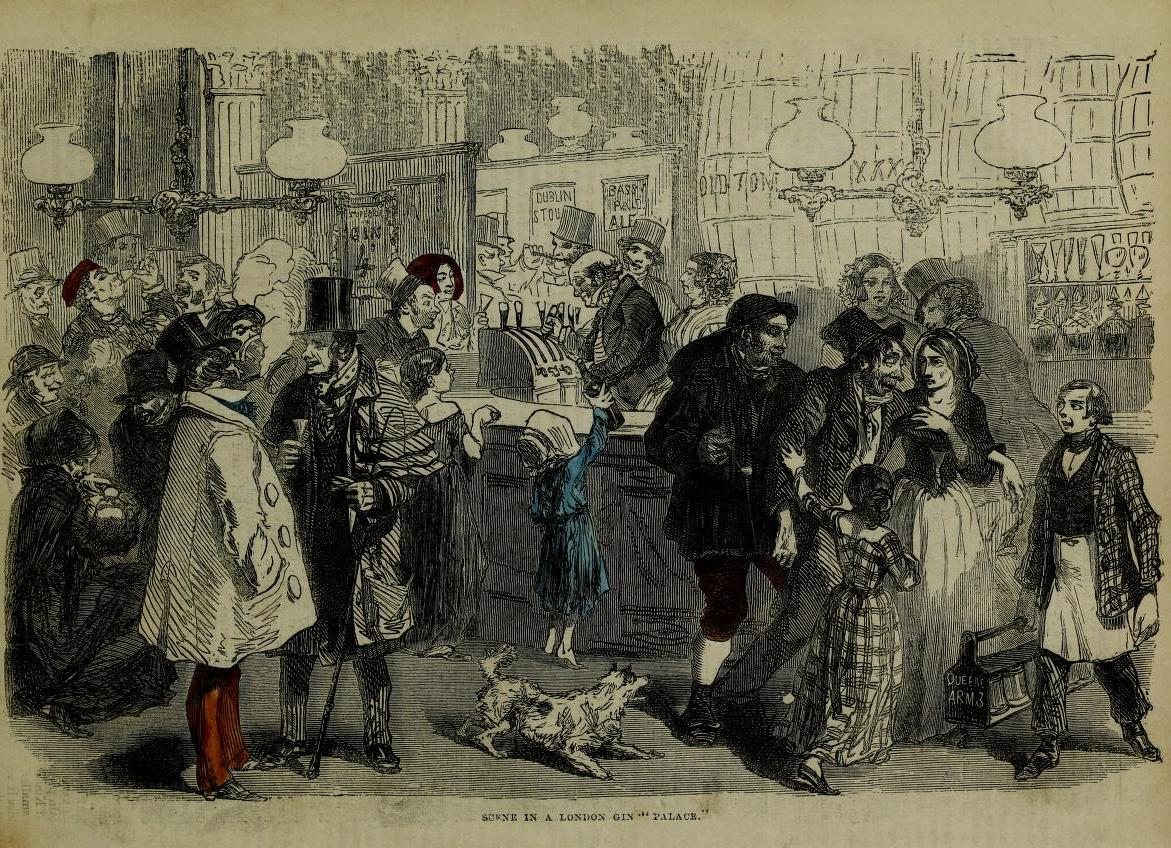
Un « comptoir du gin » à Londres (gravure tirée du Working Man's friend and family instructor (1851).

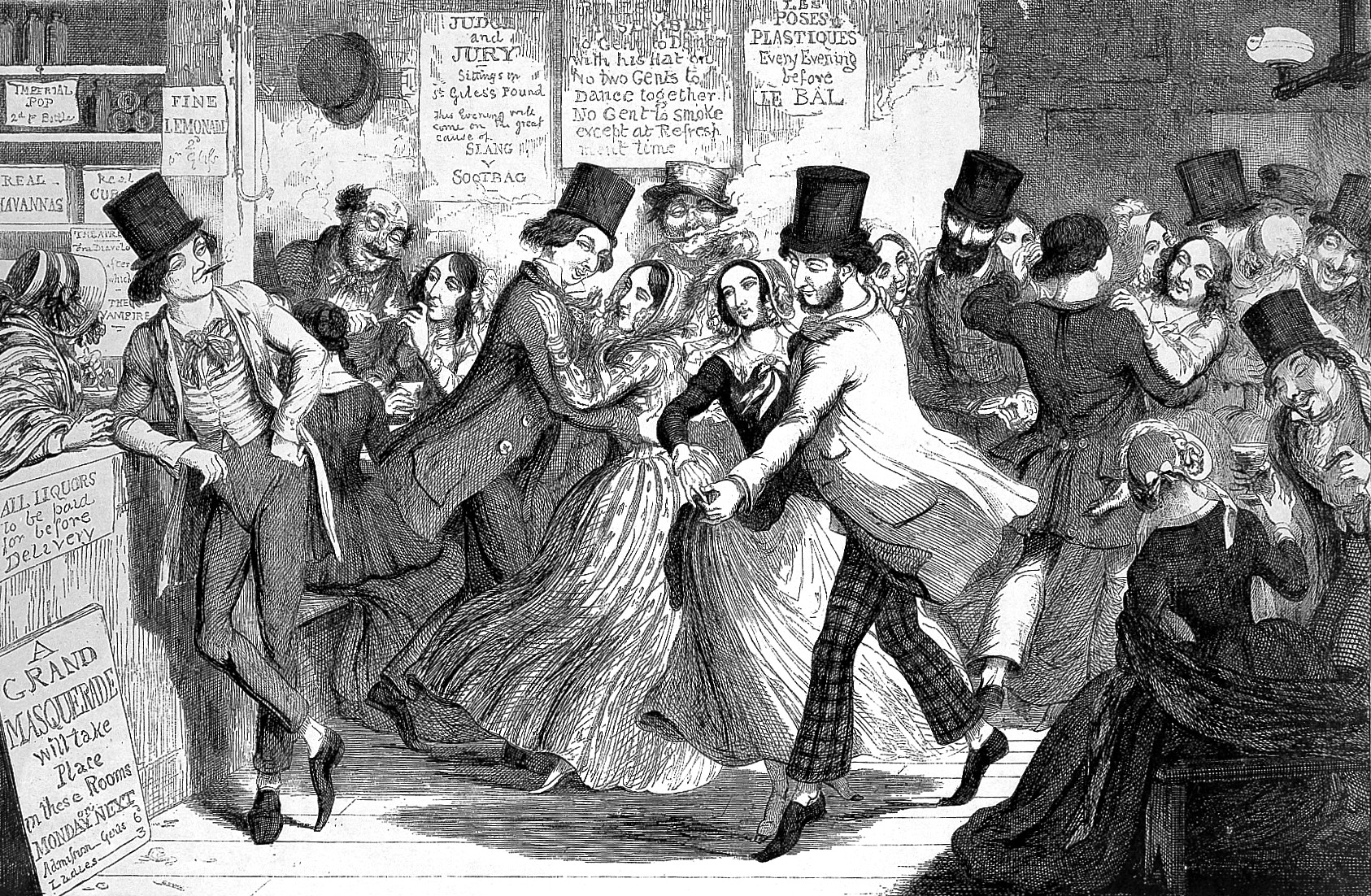
Les enfants de l'ivrogne: la fille au bal (ill. de Cruikshank pour les éd. Cassell).

En 1833, Cassell fut attiré par la propagande des ligues de vertu, et signa le « serment de tempérance » ; il allait écouter les prêches de l'évangéliste Joseph Livesey au temple d'Oak Street Chapel, à Manchester. En cette époque d'exode rural, l'alcoolisme faisait des ravages dans les classes populaires, cependant que lait, thé et café étaient encore hors de prix pour les milieux ouvriers ; la bière, au contraire, était relativement bon marché et se débitait dans tous les faubourgs. Cassell, entièrement dévoué aux idéaux antialcooliques, décida, dès la fin de son apprentissage, de devenir conférencier. Tirant parti de son accent et de ses origines sociales pour toucher son public, il entreprit également de s'instruire par lui-même en littérature anglaise et acquit des rudiments de français,.
En 1836, après des mois de conférences contre la consommation d'alcool à travers les faubourgs de Manchester, Cassell voyagea par étapes vers Londres, prêchant partout la tempérance et gagnant sa vie par des travaux de tapissier de meuble. Au mois d'octobre 1836, au terme de 16 jours de marche, il arrivait à Londres avec, pour tout pécule, la somme de 3 pence, tout-à-fait insuffisante pour se loger, fût-ce une nuit. Le soir même, il donnait une conférence, et au mois d'avril 1837, il était recruté par la National Temperance Society : il donna dès lors des cycles de conférences à travers l'Angleterre et le Pays de Galles, enregistrant systématiquement les serments d'abstinence de centaines d'auditeurs. En 1841, lors d'une tournée dans le Lincolnshire, il fit la connaissance de Mary Abbott, qu'il épousa dans l'année. L'héritage de Mary permit au couple de s'établir dans le quartier de St. John's Wood à Londres, et de se lancer dans le commerce. Leur maison devint le lieu de ralliement d'écrivains, d'artistes et de réformateurs sociaux comme George Cruikshank, William et Mary Howitt et Ellen Wood.

### L'homme d'affaires

#### Réclame pour le café et le thé
En 1843, Cassell s'établit comme négociant en thé et café dans Coleman Street, à Londres. Son commerce florissant, il emménagea dans un plus grand magasin au n°80, Fenchurch Street. Ses thés et cafés bénéficiaient d'une large publicité dans la presse, avec des slogans comme Buy Cassell's shilling coffee qui firent le tour de l'Angleterre. Il racheta une presse à imprimer pour  ses affiches promotionnelles, et se mit à diffuser par la même occasion des tracts en faveur de l'abstinence,.

#### L'antialcoolisme et le "Working Man's Friend"
Cassell s'associa avec son beau-frère, ce qui lui permit de se consacrer plus largement à son activité d'éditeur et de rédacteur en chef. Son premier périodique, The Teetotal Times, parut à partir de 1846, et prit en 1849 le nom de The Teetotal Times and Essayist, mensuel. Au mois de juillet 1848, il lançait un troisième hebdomadaire, le Standard of Freedom, journal d'inspiration nettement libérale, à la fois sur les plans économiques et religieux, qui fusionna dès 1851 avec Weekly News and Chronicle.
En 1850, il lance un hebdomadaire destiné à la classe ouvrière, The Working Man's Friend and Family Instructor, délibérément tolérant et cherchant à convaincre plutôt qu'à faire la morale. La popularité de ce journal peut se mesurer à l'abondant courrier des lecteurs et aux offres spontanées d'articles. Ce magazine citait volontiers en exemple l'action du réformateur Richard Cobden et du comte de Carlisle. En 1851, pour augmenter les tirages, Cassell racheta l'imprimerie de William Cathrell sur Le Strand.

#### Croissance commerciale

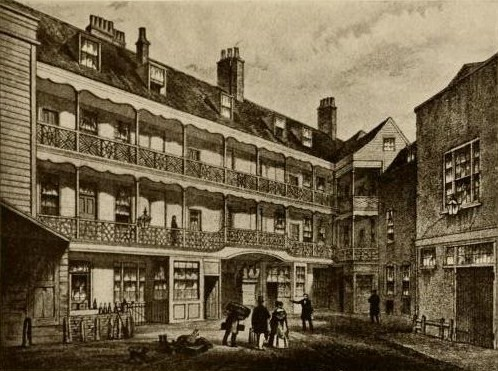
La taverne « À la Belle Sauvage »

En 1851, pour accompagner l’Exposition universelle de 1851, Cassell lança l’Illustrated Exhibitor, mensuel qui avait atteint un tirage de 100 000 exemplaires au mois de décembre. La croissance de sa maison d'édition le poussa à emménager l'année suivante sur les terrains d'une vénérable taverne londonienne, la Bell Savage Inn au nord de Ludgate Hill.
Cassel eut alors l'idée d'une encyclopédie populaire par cahiers hebdomadaires, Cassell's Library : elle fut réimprimée ensuite et formait 26 volumes. Simultanément, au mois d'avril 1852, il lançait un magazine éducatif et parascolaire, Popular Educator, destiné aux jeunes travailleurs, pour les inciter à étudier en autodidactes, l'éditeur proposant même des aides financières. Ce magazine devint une véritable institution : Lloyd George lui-même, futur Premier Ministre de Grande-Bretagne, reconnut sa dette envers le Popular Educator. Cassel doublait cet essai d'un journal à vocation plus confessionnelle, le Popular Biblical Educator.
L'éditeur exploita la veine du roman-feuilleton en 1853, avec l’Illustrated Family Paper. Outre des notices didactiques sur la littérature et les auteurs, on y trouvait des romans inédits découpés en livraisons hebdomadaires. La parution de The Warp and the Weft, récit de John Frederick Smith sur les tribulations d'ouvriers pendant la Pénurie de coton du Lancashire, suscita une souscription des lecteurs pour une caisse d'entraide. À la mort de Cassell en 1867, le nombre de pages du magazine dut être revu à la baisse, et il prit le nom de Cassell's Magazine.

#### Partenariat avec Petter & Galpin
Vers la fin de 1854, une demande de remboursement anticipée de son fournisseur en papier contraignit Cassell à céder plusieurs de ses journaux : l’Illustrated Family Paper, le Popular Educator etc. Décidé à relancer ses affaires, il consentit à s'associer avec l'imprimerie Petter & Galpin pour éditer une bible bon marché par livraisons hebdomadaires : The Illustrated Family Bible, qui connut un grand succès. En 1865, il lançait, toujours sous forme de livraisons hebdomadaires bon marché, l’Illustrated History of England, qui formait à la fin 8 volumes et ne comportait pas moins de 2 000 illustrations ; il s'en vendit plus de 250 000 exemplaires dès la première édition,.
Cassell lançait d'autres journaux : The Illustrated Magazine of Art (1853–54, qui reparut après la mort de son fondateur sous le titre de The Magazine of Art), The Freeholder (un mensuel abolitionniste), ainsi que les magazines religieux The Pathway et The Quiver (première parution le 7 septembre 1861). Cassell aurait désiré créer un quotidien, mais son concept n'aboutit qu'après sa mort : The Echo ne parut qu'entre 1868 et 1875, fut revendu et reparut jusqu'en 1905,.
Cassell se rendit en 1853 aux États-Unis pour participer à la World Temperance Convention de New York, puis de nouveau, mais cette fois pour affaires, en 1854 et en 1859 . Il y fit la connaissance d'Harriet Beecher Stowe et acquit les droits pour une édition illustrée de La Case de l'oncle Tom en Grande-Bretagne : Cassell était un ardent partisan antiesclavagiste.
En 1859, à son retour d'Amérique, il s'associa à Petter & Galpin pour former la maison d'édition Cassell, Petter & Galpin. Cette entreprise prospéra grâce à ses éditions illustrées des classiques littéraires : Robinson Crusoë, Les Voyages de Gulliver, Le Vicaire de Wakefield etc. Elle employait entre autres le réfugié français Gustave Doré, qui réalisa les planches de L’Enfer de Dante (1861), du Don Quichotte, et d'une édition désormais célèbre de la Sainte Bible. Les ateliers de La Belle Sauvage eurent même les honneurs d'une visite de l'Empereur des Français Napoléon III à l'occasion de la parution de l'édition anglaise de son Histoire de Jules César,,.
Avec son slogan "tax on knowledge" et ses campagnes de presse tout au long des années 1850, Cassell a joué un rôle important pour convaincre le gouvernement britannique de réduire la taxe sur la publicité, ou de renoncer aux taxes sur le papier (Paper Duty, abandonné en 1861) et les journaux (un droit de timbre appelé Newspaper Stamp Duty).
À son retour d'Amérique, il se lança dans la commercialisation d'une huile d'éclairage, la Cazeline, un précurseur de l’essence.

### Dernières années
Cassell, pressentant les perspectives du marché pétrolier, fit aménager une raffinerie à Hanwell. Malgré ses efforts, il ne parvint pas à la faire prospérer, bien qu'il n'en déplorât aucune perte financière.
Cassell mourut d'une tumeur maligne à l'âge de 48 ans, à son domicile de Regent's Park, et à vrai dire le même jour que son ami Richard Cobden. Il a été inhumé dans le Kensal Green Cemetery. Sa veuve Mary mourra à Brighton le 6 juillet 1885, et sa fille Sophia en 1912. À sa mort, sa maison d'édition, Cassell, Petter & Galpin, employait 500 salariés,.